# Kabinett Jechanurow
Das Kabinett Jechanurow war eine Regierung in der Ukraine unter Jurij Jechanurow. Es begann seine Tätigkeit am 22. September 2005 und endete am 10. Januar 2006 mit einer verlorenen Abstimmung.

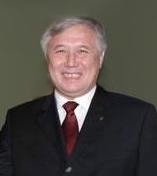
Der Ministerpräsident Jurij Jechanurow, 2010

| Position                                         | Name                   | Partei                                        |
| ------------------------------------------------ | ---------------------- | --------------------------------------------- |
| Ministerpräsident                                | Jurij Jechanurow       | Narodnyj Sojus Nascha Ukrajina                |
| 1. Vize-Ministerpräsident                        | Stanislaw Staschewskyj | NSNU                                          |
| Vize-Ministerpräsident/Soziales                  | Wjatscheslaw Kyrylenko | NRU                                           |
| Vize-Ministerpräsident/Agrarpolitik              | Jurij Melnyk           |                                               |
| Vize-Ministerpräsident/Energiepolitik            | Roman Bessmertnyj      |                                               |
| Kabinettsminister                                | Bohdan Buza            | NSNU                                          |
| Minister des Inneren                             | Jurij Luzenko          | Sozialistische Partei der Ukraine (SPU)       |
| Minister des Auswärtigen                         | Borys Tarasjuk         | NRU                                           |
| Minister für Bergbau und Kohleindustrie          | Wiktor Topolow         |                                               |
| Minister für Kultur und Tourismus                | Ihor Lichowyj          |                                               |
| Minister der Verteidigung                        | Anatolij Hryzenko      |                                               |
| Minister der Wirtschaft                          | Arsenij Jazenjuk       |                                               |
| Minister der Bildung und Wissenschaft            | Stanislaw Nikolajenko  | SPU                                           |
| Minister für Brennstoffe und Energie             | Iwan Platschkow        |                                               |
| Minister für Arbeit und Soziales                 | Iwan Sachan            |                                               |
| Minister für Bau, Architektur und Wohnwirtschaft | Pawlo Katschur         |                                               |
| Minister für Gesundheitswesen                    | Jurij Poljatschenko    |                                               |
| Minister der Landwirtschaft                      | Olexander Baraniwskyj  | SPU                                           |
| Minister der Industriepolitik                    | Wolodymyr Schandra     | NSNU                                          |
| Minister für Umweltschutz                        | Pawlo Ihnatenko        |                                               |
| Minister für Verkehr und Kommunikation           | Wiktor Bondar          |                                               |
| Minister für Katastrophenschutz                  | Wiktor Baloha          | NSNU                                          |
| Minister für Familie, Jugend und Sport           | Jurij Pawlenko         | MPU                                           |
| Minister der Finanzen                            | Wiktor Pynsenyk        | Reformen und Ordnung (Реформи і порядок, PRP) |
| Minister der Justiz                              | Serhij Holowatyj       |                                               |